# Rusland op het Eurovisiesongfestival 2003
Rusland nam deel aan het  Eurovisiesongfestival 2003 in Riga, Letland. Het was de 7de deelname van het land op het Eurovisiesongfestival. Rusland vaardigde t.A.T.u af, die met Ne ver ne boisia naar Letland ging.

## Selectieprocedure
Net zoals in 2002, koos men ervoor om hun kandidaat en lied intern te selecteren.
Men koos uiteindelijk voor de populaire meidengroep t.A.T.u met het lied Ne ver ne boisia.
In de aanloop naar het festival ontstond er veel commotie rond het duo omdat ze zich niet gedroegen tijdens de repetities en omdat ze de EBU schoffeerden. De EBU dreigde de act niet live uit te zenden, maar uiteindelijk deden ze dit wel.

## In Riga
Tijdens de finale trad Letland als 11de van 26 landen aan net na Duitsland en voor Spanje. Ze eindigden op de 3de plaats met 164 punten, slechts 3 punten verwijderd van de overwinning.
Men ontving 5 keer het maximum van de punten.
Door dit resultaat mochten ze rechtstreeks naar de finale van het Eurovisiesongfestival 2004.
België en Nederland hadden respectievelijk 7 en 1 punt over voor deze inzending.

### Gekregen punten

#### Finale
| 12 punten                                           | 10 punten                                 | 8 punten                 | 7 punten                        | 6 punten            |
| --------------------------------------------------- | ----------------------------------------- | ------------------------ | ------------------------------- | ------------------- |
| - Estland - Kroatië - Letland - Slovenië - Oekraïne | - Cyprus - Griekenland - Israël - Turkije | - Duitsland - Oostenrijk | - België - Frankrijk - Roemenië | - Spanje            |
| 5 punten                                            | 4 punten                                  | 3 punten                 | 2 punten                        | 1 punt              |
|                                                     | - IJsland - Polen - Portugal              | - Bosnië en Herzegovina  | - Noorwegen - Zweden            | - Malta - Nederland |

### Punten gegeven door Rusland

#### Finale
Punten gegeven in de finale:
| 12 punten | Roemenië    |
| 10 punten | Nederland   |
| 8 punten  | Oekraïne    |
| 7 punten  | Duitsland   |
| 6 punten  | Spanje      |
| 5 punten  | Israël      |
| 4 punten  | Noorwegen   |
| 3 punten  | België      |
| 2 punten  | Estland     |
| 1 punt    | Griekenland |

1994 · 1995 · 1996 · 1997 · 1998-1999 · 2000 · 2001 · 2002 · 2003 · 2004 · 2005 · 2006 · 2007 · 2008 · 2009 · 2010 · 2011 · 2012 · 2013 · 2014 · 2015 · 2016 · 2017 · 2018 · 2019 · 2020 · 2021 · 2022-2025